# Журавлёв, Александр Александрович (футболист)
Александр Александрович Журавлёв (27 ноября 1956) — советский футболист, защитник.

## Биография
Начинал выступать на взрослом уровне в соревнованиях КФК в свердловской команде «Калининец». В 1978 году перешёл в ведущую команду города — «Уралмаш», в её составе за четыре сезона сыграл более 100 матчей в первой и второй лигах.
В 1982 году перешёл в ташкентский «Пахтакор». Дебютный матч за клуб сыграл в Кубке СССР 20 февраля 1982 года против «Звезды» (Джизак) и отличился в нём голом. В высшей лиге дебютировал 26 марта 1982 года в матче против московского «Торпедо», а первый гол забил 26 апреля 1982 года в ворота бакинского «Нефтчи». Всего за три сезона в высшей лиге сыграл 77 матчей и забил 7 голов.
В середине 1980-х годов выступал за команду Южной группы войск (Венгрия). В 1991 году играл за канадскую команду «Торонто Близзард» стал вице-чемпионом Канады, также стал первым футболистом из Советского союза в Северной Америке.